# Гомбіто
Гомбіто, Ґомбіто (італ. Gombito) — муніципалітет в Італії, у регіоні Ломбардія,  провінція Кремона.
Гомбіто розташоване на відстані близько 440 км на північний захід від Рима, 50 км на південний схід від Мілана, 28 км на північний захід від Кремони.
Населення — 633 особи (2014).

## Демографія
Населення за роками:

Станом на 1 січня 2023 року в муніципалітеті офіційно проживало 37 іноземців з 14 країн, серед них 6 громадян країн Євросоюзу та 2 громадяни України.

## Сусідні муніципалітети
- Бертоніко
- Кастеллеоне
- Кастільйоне-д'Адда
- Формігара
- Рипальта-Арпіна
- Сан-Бассано